# Maxmilián z Hohenbergu
J.V. Maxmilián Karel František Michael Hubert Anton Ignác Josef Maria vévoda z Hohenbergu (* 29. září 1902 zámek Belvedere ve Vídni; † 8. ledna 1962) byl nejstarším synem hraběnky a vévodkyně z Hohenbergu Žofie Chotkové a následníka trůnu Františka Ferdinanda d'Este. Kvůli morganatickému manželství svých rodičů byl vyloučen z následnictví na trůn.

## Život

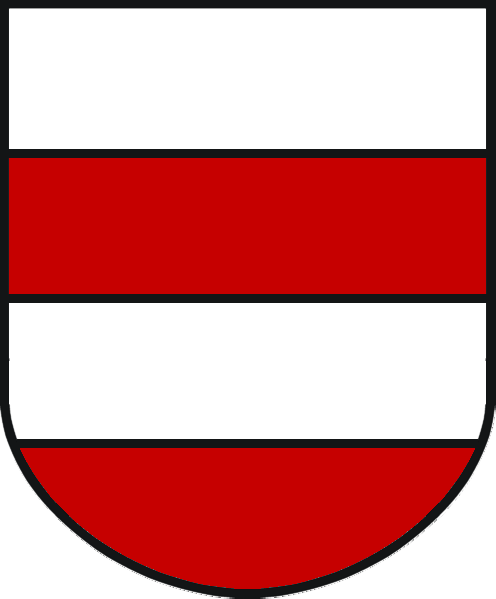
Erb Hohenbergů udělený roku 1917

Maxmilián byl nejstarší syn ze tří dětí rakouského následníka trůnu Františka Ferdinanda (1863–1914) a jeho manželky Žofie Chotkové (1868–1914). Z důvodu nerovnorodého manželství jeho rodičů byl on i jeho sourozenci vyloučeni z následnictví rakousko-uherského trůnu. Po atentátu na rodiče v roce 1914 v Sarajevu se všechny děti dostaly do opatrovnictví své tety z matčiny strany, Jindrišky Chotkové. Jednou je přijal i císař František Josef I. S platností od 1917 byl Maxmiliánovi udělen titul vévoda.
V roce 1921 byl v nově vzniklém Československu schválen zvláštní zákon o převzetí statků a majetku, připadlých podle mírových smluv československému státu, v jehož rámci došlo i k znárodnění veškerého majetku rodu. Ve Vídni navštěvoval Maxmilián Hohenberg Skotské gymnázium. Následně vystudoval právní vědy. Roku 1926 promoval ve Štýrském Hradci na doktora práv. ve stejném roce se oženil s Alžbětou Bonou, hraběnkou Waldburskou na Wolfeggu a Waldsee. Povoláním byl činný jako právník a spravoval majetek rodu. Stejně jako jeho bratr vystupoval jako monarchistický mluvčí a byl v těsném kontaktu s následníkem trůnu Otou Habsbursko-Lotrinským.

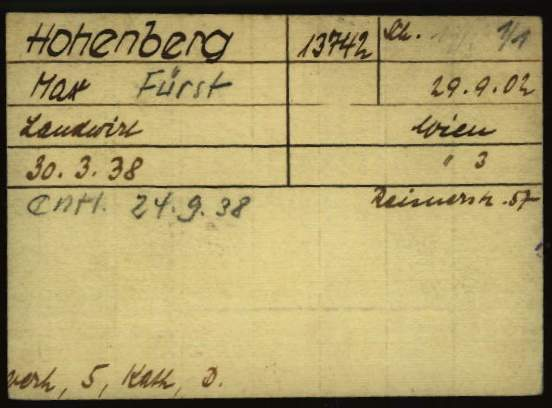
Registrační karta Maximiliána z Hohenbergu jako vězně v koncentračním táboře Dachau

Maxmilián i jeho mladší bratr Ernst (1904–1954), se vyslovili pro osvobození a samostatnost Rakouska a rovněž vystupovali proti anšlusu, potažmo nacistickému Německu. Z toho důvodu byli oba v roce 1938 deportováni do koncentračního tábora Dachau. Oba bratři byli nasazeni speciálně na čištění latrín. Pozdější rakouský kancléř Leopold Figl referoval, že oba bratři snášeli ponížení s veselou a důstojnou myslí a ke svým spoluvězňům se vždy chovali velmi kamarádsky.[zdroj?] Maxmilián Hohenberg byl propuštěn v roce 1940, zatímco Ernst byl přeložen do koncentračního tábora Buchenwald a domů se mohl vrátit až v roce 1943. Po propuštění z koncentračního tábora byl Maxmilián převezen na zámek Artstetten, kde byl nacisty držen v domácím vězení. Zároveň však bylo sídlo vyvlastněno a znárodněno.
Po osvobození Rakouska byl Maxmilián místním obyvatelstvem a se souhlasem sovětských okupačních úřadů zvolen za starostu Artstettenu. Tento úřad zastával dvakrát po pět let. Kromě toho byl po mnoho let zplnomocněncem Oty Habsbursko-Lotrinského pro majetková jednání mezi habsbursko-lotrinskou rodinou a rakouskou spolkovou vládou. Tyto rozhovory prohlásil Hohenberg v roce 1958 za neúspěšné, neboť rakouská vláda nebyla ochotna ke kompromisům. Otto von Habsburg poté Hohenberga pověřil, aby vedl jednání s vládou o možnosti návratu rodiny habsbursko-lotrinské do vlasti. Jelikož rakouská ústava toto přímo zapovídá, složil Hohenberg i tento svůj mandát.
Maxmilián Hohenberg zemřel 8. ledna 1962 ve Vídni na následky z doby nešetrného zacházení v koncentračním táboře. Byl pochován v hrobce v kostele zámku Artstetten v Dolních Rakousích po boku svých rodičů.

## Děti Maxmiliána z Hohenbergu s Elisabethou Bonou
Z manželství vzešlo šestero synů:
- František Ferdinand (13. září 1927 – 16. srpna 1977), vévoda z Hohenbergu ⚭ 1953 princezna Alžbeta Lucemburská (22. prosince 1922 – 22. listopadu 2011)
- Georg Hohenberg (25. dubna 1929 – 25. červenec 2019), vévoda z Hohenbergu, diplomat ⚭ 1960 princezna Eleonora z Auerspergu-Breunner (12. září 1928 – 15. února 2021)
- Albrecht Hohenberg (4. února 1931 – 25. února 2021), kníže ⚭ 1962 hraběnka Leontine Cassis-Faraone (* 3. srpna 1933)
- Johannes Hohenberg (3. května 1933 – 11. října 2003), kníže ⚭ 1969 Elisabeth Meilinger zu Weyerhof-Rehrl (* 30. května 1947)
- Peter Hohenberg (26. března 1936 – 6. prosince 2017), kníže ⚭ 1970 Christine-Marie Meilinger zu Weyerhof-Rehrl (* 27. dubna 1945)
- Gerhard Hohenberg (23. prosince 1941 – 8. května 2019), kníže